# كارولاينا غيليسبي
كارولاينا غيليسبي (بالإيطالية: Carolina Gillespie)‏ هي متزلجة فنية إيطالية، ولدت في 29 مايو 1993 في ميلانو في إيطاليا.

## وصلات خارجية
- كارولاينا غيليسبي على موقع الاتحاد الدولي للتزلج (الإنجليزية)
- كارولاينا غيليسبي على موقع الاتحاد الدولي للتزلج (الإنجليزية)
- كارولاينا غيليسبي على موقع الاتحاد الدولي للتزلج (الإنجليزية)